# Cercomantispa tristella
Cercomantispa tristella is een insect uit de familie van de Mantispidae, die tot de orde netvleugeligen (Neuroptera) behoort. 
Cercomantispa tristella is voor het eerst wetenschappelijk beschreven door Navás in 1936.